# Spoja lorda
La spoja lorda o minestra imbottita (mnestra imbutida), è un tipo di pasta ripiena all'uovo di forma quadrata, simile ai ravioli. Tipica della provincia Ravenna e dell'area di Forlì, in Romagna, è tradizionalmente servita in brodo come primo piatto nei giorni di festa. Il nome spoja lorda ("sfoglia sporcata") deriva dallo spargere uno strato di ripieno su una metà della sfoglia (rendendola "lorda") prima di ripiegarla.

## Preparazione
È ricavata da una sfoglia preparata con uova e farina e successivamente tagliata a metà. Su una metà viene steso un ripieno a base di formaggio fresco (tradizionalmente squaquerone o raviggioloo, in alternativa casatella romagnola, robiola o ricotta), parmigiano, noce moscata, uova e sale, su cui viene poi stesa a chiusura la seconda sfoglia, evitando di far uscire il ripieno dai bordi. Successivamente, vengono ritagliati dei piccoli quadretti (di circa 2 cm per lato) con la ruota dentata, da cui deriva il tipico bordo a punte. Vengono lessati per pochi minuti in brodo di carne e spolverizzati di parmigiano grattugiato.